# Taunus

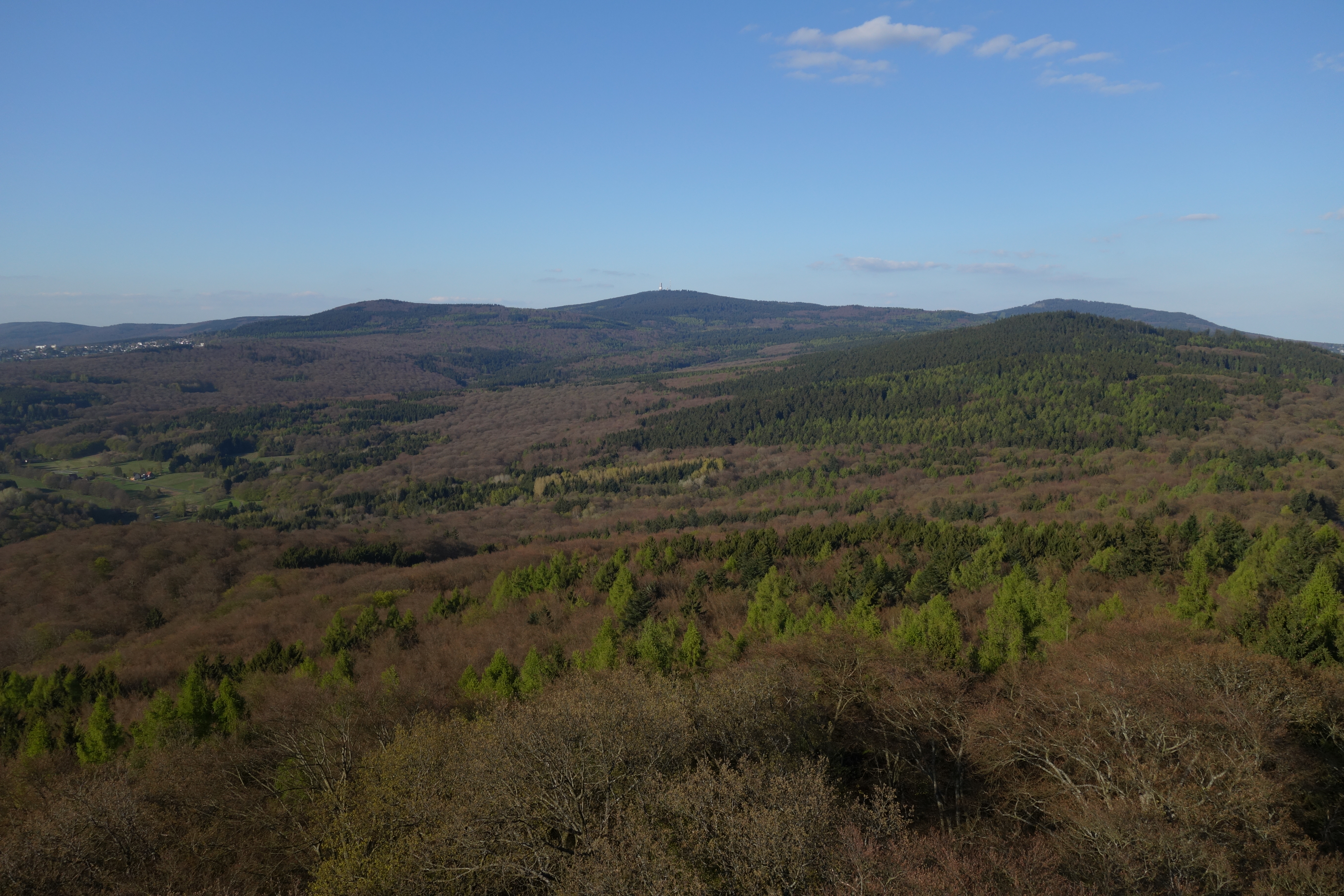
Widok wzdłuż grzbietu Taunus na Großer Feldberg

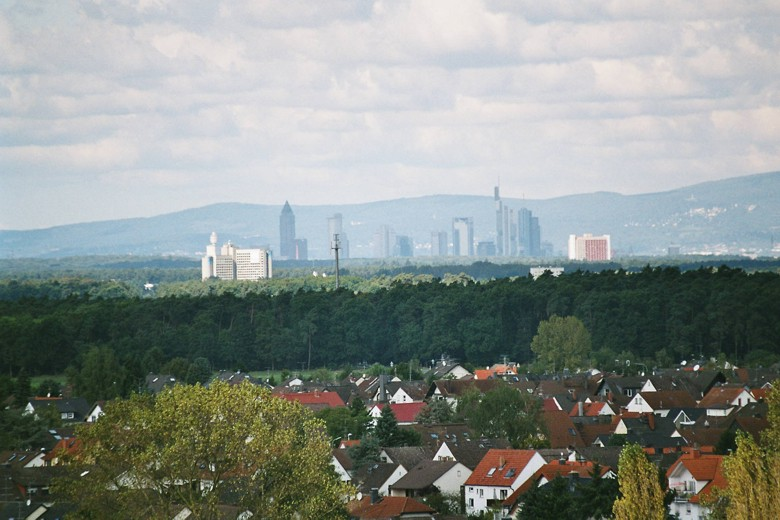
Frankfurt na tle gór Taunus

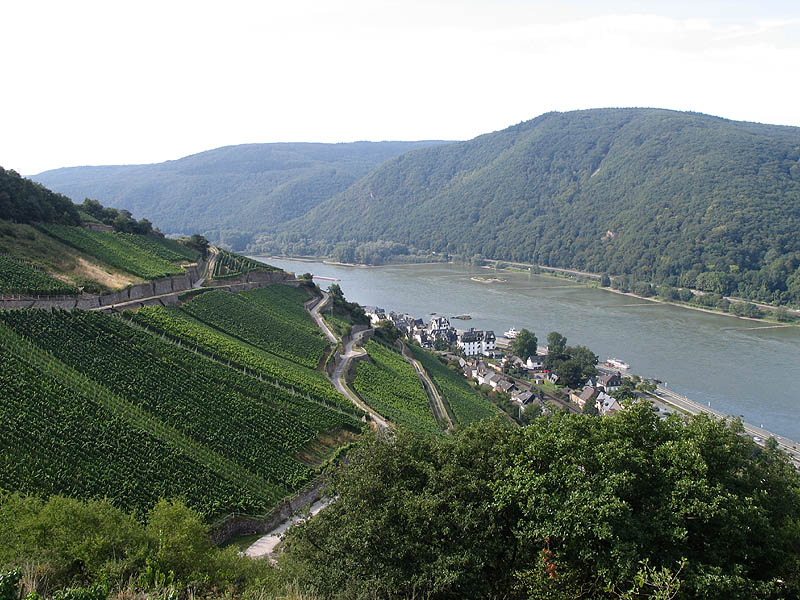
Przejście z Taunus do Renu w pobliżu Assmannshausen

Taunus – stosunkowo niskie pasmo górskie w środkowych Niemczech w kraju związkowym Hesja w sąsiedztwie doliny Menu. Część Reńskich Gór Łupkowych. Najwyższym szczytem jest Grosser Feldberg o wysokości 881,5 m n.p.m. Centralna część gór Taunus jest płaska, a stoki (szczególnie południowe) strome.
Występują tu liczne źródła mineralne, przy których założono wiele uzdrowisk (m.in. Wiesbaden, Bad Soden am Taunus, Bad Homburg vor der Höhe). W dolnym piętrze pasma znajdują się słynne winnice Rheingau. Miasteczka położone na południowych stokach Taunusu, m.in. Königstein i Kronberg, uchodzą za najbardziej eleganckie, a przy tym najdroższe miejscowości w aglomeracji Renu i Menu.
Do XVIII w. łańcuch górski określany był jako die Höhe, czyli Wzniesienie, co do dziś widoczne jest w nazwach niektórych miast (np. Bad Homburg vor der Höhe). W epoce oświecenia Fryderyk V Heski pod wpływem klasycyzującej mody wprowadził łacińską nazwę Taunus, wywiedzioną z pism Tacyta, który wzmiankował o castellum in monte tauno, mając zapewne na myśli dzisiejszy Friedberg.